# عملية مقهى مايكس بلاس
تفجير مقهى مايك بلاس هي عملية تفجير مشتركة قامت بها كتائب شهداء الأقصى وكتائب القسام ونفذها مسلمين بريطانيين، داخل بار في تل أبيب، إسرائيل بتاريخ في 30 أبريل 2003، مما أدى عن مقتل ثلاثة مستوطنين وإصابة 50 آخرين.

## الهجوم الأول

### الاستعدادات للهجوم
دخل الفدائيين القسامين إسرائيل من الأردن عبر جسر اللنبي.
وصلوا إلى موقع الهجوم من فندق قريب حيث استأجروا غرفة. اكتشف المحققون الذين قاموا في وقت لاحق بتفتيش غرفتهم حزامًا مرنًا ومتفجرات وخريطة لوسط مدينة تل أبيب، تم وضع علامات واضحة عليها في العديد من الأماكن المزدحمة، بما في ذلك مكان بار مايك. 

### الهجوم
في الساعة 12:45 صباحًا في 30 أبريل 2003، اقترب الفدائي من مكان البار وفجر نفسه عند المدخل. قتلت قوة الانفجار ثلاثة أشخاص وأصابت أكثر من 50 شخصًا. أحد الجرحى هو حارس الأمن آفيتاب، الذي تمكن من منع الفدائي من دخول البار والتسبب في المزيد من القتلى.
القتلى
- ران بارون، 24 سنة، من تل أبيب [3]
- دومينيك كارولين هاس، 29 سنة، من تل أبيب [4]
- ياناي فايس، 46 سنة، من حولون [5]

بجروح خطيرة
- كيث تروبريدج، 37 عامًا، من الولايات المتحدة [6]

### المسؤول
بعد الهجوم، أعلنت كل من حماس؛ كتائب شهداء الأقصى مسؤوليتهما المشتركة عن الهجوم. بالإضافة إلى ذلك، حدد المتحدث باسم حماس بأنهم مسلمون بريطانيون عاصف محمد حنيف، 22 عامًا، من لندن وعمر خان شريف، 27 عامًا، من ديربي.

## إخفاق التتفجير الثاني

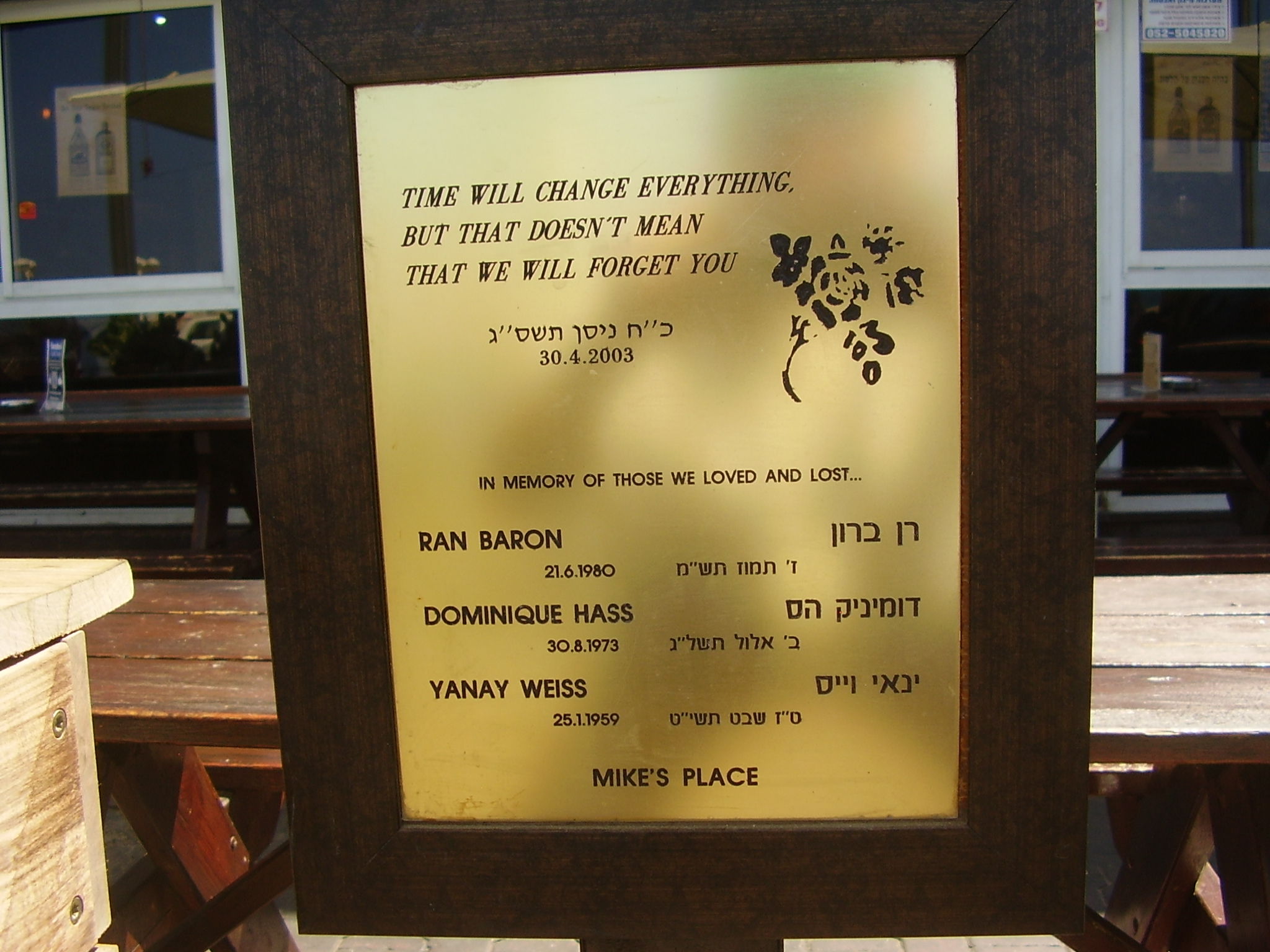
النصب التذكاري لضحايا التفجير

مباشرة بعد الهجوم الأول، كان من المفترض أن يقوم الفدائي الثاني الذي كان يحمل حزامًا ناسفًا مخفيًا بتنفيذ هجوم آخر، لكن عبوة الناسفة لم تنفجر، ألقى بحزامه المتفجر وهرب من مكان الحادث. وصل إلى فندق ديفيد إنتركونتيننتال في حي المنشية السكني في يافا وكافح مع حارس الأمن عند المدخل وهو يحاول سرقة هويته، لكنه لم ينجح في ذلك. أظهر فحص القنبلة غير المنفجرة التي تركها عمر خان شريف أنها كانت مخبأة في كتاب وتحتوي على متفجرات عادية.
تم التعرف على جثة الفدائي الثاني على شاطئ تل أبيب في 12 مايو وتم تحديد هويته في 19 مايو 2003. وقال خبراء الطب الشرعي انه غرق.

## الأحداث ذات الصلة لاحقة
على الرغم من أحداث ذلك اليوم، أعيد فتح البار في يوم الاستقلال إسرائيل.

### حركة التضامن الدولية
في 25 أبريل، قبل خمسة أيام من الهجوم، قام حنيف وشريف بزيارة مكتب حركة التضامن الدولية، وبعد محادثة لمدة 15 دقيقة مع متطوع من حركة التضامن الدولية، انضم الرجال إلى مجموعة من 20 شخصًا قاموا بوضع الزهور في موقع رحيل راشيل كوري لمدة 10 دقائق.  
وقالت حركة التضامن الدولية إن النشطاء حنيف وشريف يبدو أنهما «بريطانيين نموذجيين». ذكر أحد متطوعيها أن فدائيين كانوا من بين مجموعة من «السياح البديلين» قاموا بزيارة غير مقررة إلى نصب تذكاري لراشيل كوري.